# Baldwin (Illinois)
Baldwin es una villa ubicada en el condado de Randolph en el estado estadounidense de Illinois. En el Censo de 2010 tenía una población de 373 habitantes y una densidad poblacional de 216,24 personas por km².

## Geografía
Baldwin se encuentra ubicada en las coordenadas 38°11′2″N 89°50′43″O / 38.18389, -89.84528. Según la Oficina del Censo de los Estados Unidos, Baldwin tiene una superficie total de 1.72 km², de la cual 1.72 km² corresponden a tierra firme y (0%) 0 km² es agua.

## Demografía
Según el censo de 2010, había 373 personas residiendo en Baldwin. La densidad de población era de 216,24 hab./km². De los 373 habitantes, Baldwin estaba compuesto por el 97.86% blancos, el 0% eran afroamericanos, el 0% eran amerindios, el 0.27% eran asiáticos, el 0% eran isleños del Pacífico, el 0% eran de otras razas y el 1.88% pertenecían a dos o más razas. Del total de la población el 1.34% eran hispanos o latinos de cualquier raza.